# Rạn san hô Great Barrier
Rạn san hô Great Barrier ("Đại Bảo Tiều" hoặc "Bờ Đá Lớn") là hệ thống rạn san hô lớn nhất thế giới, bao gồm hơn 2.900 rạn san hô riêng rẽ và 900 hòn đảo trải dài trên 2.300 kilômét (1.400 mi), với tổng diện tích 344.400 kilômét vuông (133.000 dặm vuông Anh). Nó nằm trên khu vực Biển San Hô, ngoài khơi bờ biển Queensland, đông bắc Úc. Rạn san hô Great Barrier có thể được nhìn thấy từ ngoài vũ trụ và là cấu trúc đơn lớn nhất thế giới được tạo ra bởi các sinh vật sống. Cấu trúc rạn san hô này được hình thành bởi hàng tỷ sinh vật nhỏ, được gọi là những polyp san hô. Nó là môi trường sống của rất nhiều các loài động thực vật và đã được UNESCO công nhận là Di sản thế giới vào năm 1981. CNN đã gọi nó là một trong bảy kỳ quan thiên nhiên của thế giới. Tổ chức Tín Quốc Queensland coi nó là biểu tượng của bang Queensland.
Phần lớn Rạn san hô này được bảo vệ bởi Công viên biển Rạn san hô Great Barrier nhằm hạn chế tác động của con người đến hệ sinh thái nơi này như câu cá và du lịch. Những áp lực môi trường khác đối với rạn san hô và hệ sinh thái của nó bao gồm dòng chảy, biến đổi khí hậu và hiện tượng tẩy trắng san hô hàng loạt, nạo vét bùn và bùng phát theo chu kỳ loài Sao biển gai. Theo một nghiên cứu được công bố vào tháng 10 năm 2012 bởi Viện Hàn lâm Khoa học Quốc gia Hoa Kỳ, rạn san hô đã mất hơn một nửa lớp san hô kể từ năm 1985.
Rạn san hô này từ lâu đã được những người thổ dân châu Úc và các đảo Eo biển Torres biết đến và khai thác, là một phần quan trọng trong văn hóa tâm linh của các nhóm người địa phương. Nó là một điểm đến rất phổ biến cho khách du lịch, đặc biệt là ở Quần đảo Whitsunday và khu vực Cairns. Du lịch là một hoạt động kinh tế quan trọng đối với khu vực, tạo doanh thu 3 tỷ Đô la Úc mỗi năm. Vào tháng 11 năm 2014, Google đã ra mắt Google Underwater Street View dưới dạng 3D của Rạn san hô Great Barrier.
Một báo cáo tháng 3 năm 2016 công bố rằng, hiện tượng tẩy trắng san hô đã lan rộng hơn so với dự tính trước đây, ảnh hưởng nghiêm trọng đến các phần phía bắc của rạn san hô do nhiệt độ đại dương nóng lên. Vào tháng 10 năm 2016, tạp chí Outside xuất bản bài nói về việc rạn san hô đã chết,, tuy nhiên nó đã bị chỉ trích là quá sớm và khiến cản trở những nỗ lực giúp phục hồi rạn san hô. Vào tháng 3 năm 2017, tạp chí Nature đã xuất bản một bài báo cho thấy một khu vực rộng lớn dài 800 km (500 dặm) ở phía bắc của rạn san hô đã chết trong năm 2016 do nhiệt độ nước tăng cao, một sự kiện mà các tác giả đưa ra những tác động của biến đổi khí hậu toàn cầu. Tỷ lệ san hô con được sinh ra ở Great Barrier giảm mạnh vào năm 2018 và các nhà khoa học đang mô tả đây là giai đoạn đầu của "sự kiện chọn lọc tự nhiên khổng lồ". Nhiều san hô trưởng thành và sinh sản đã chết trong các sự kiện tẩy trắng năm 2016-17 dẫn đến tỷ lệ sinh mới san hô thấp.

## Địa chất và địa lý
.

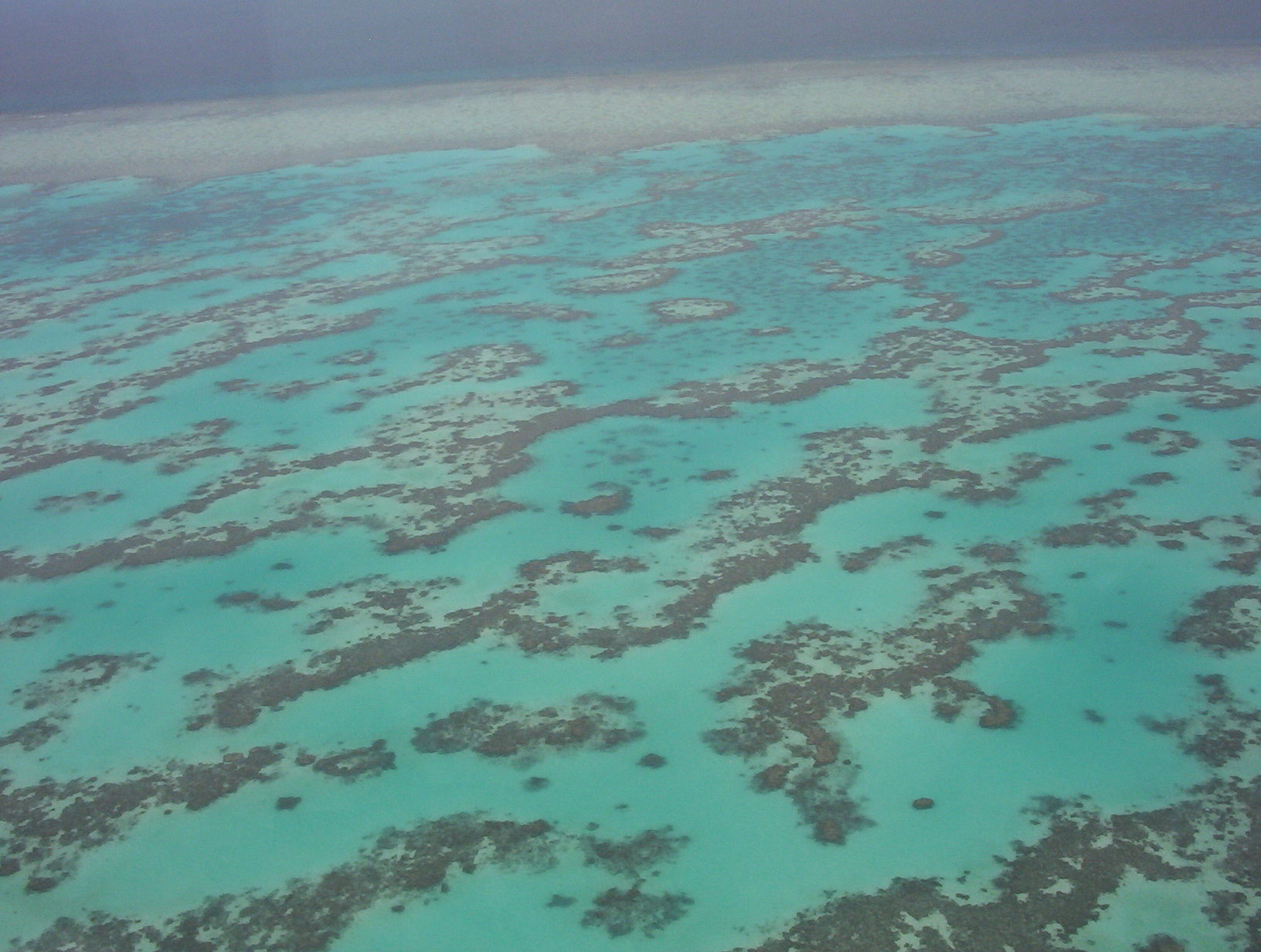
Ảnh chụp trên không: Một khu vực của rạn san hô Great Barrier

Rạn san hô là một đặc điểm khác biệt so với Dãy núi Great Dividing. Nó phát triển từ Eo biển Torres (giữa Bramble Cay và bờ biển phía nam Papua New Guinea) ở phía bắc cho đến một lối đi không tên giữa Đảo Lady Elliot (đảo cực nam của rạn san hô) và Đảo Fraser ở phía nam. Đảo Lady Elliot nằm cách 1.915 km (1.190 mi) về phía đông nam Bramble Cay theo đường chim bay.
Lý thuyết về Kiến tạo mảng đã chỉ ra rằng, Úc đã dịch chuyển về phía bắc với tốc độ 7 cm (2,8 in) mỗi năm, bắt đầu vào Đại Tân sinh. Đông Úc đã trải qua thời kỳ kiến tạo nâng lên, dịch chuyển đường phân thủy ở Queensland 400 km (250 mi) vào trong đất liền. Cũng trong thời gian này, Queensland đã trải qua các vụ phun trào núi lửa tạo thành những dòng chảy bazan. Một số trong đó tạo thành các đảo núi lửa. Sau khi biển San Hô hình thành, các rạn san hô bắt đầu phát triển trong khu vực này nhưng đến khoảng 25 triệu năm trước, phía bắc Queensland vẫn ở vùng nước ôn đới phía nam của vùng nhiệt đới, quá mát mẻ để hỗ trợ sự phát triển của san hô. Lịch sử phát triển của Great Barrier rất phức tạp. Sau khi Queensland trôi dạt vào vùng biển nhiệt đới, nó bị ảnh hưởng phần lớn bởi sự phát triển và suy giảm của rạn san hô khi mực nước biển thay đổi.
Các rạn san hô có thể tăng đường kính từ 1 đến 3 xentimét (0,39 đến 1,18 in) mỗi năm và phát triển theo chiều dọc từ 1 đến 25 cm (0,39 đến 9,84 in) mỗi năm. Tuy nhiên, chúng chỉ phát triển ở độ sâu trên 150 mét (490 ft) do nhu cầu ánh sáng mặt trời và không thể phát triển trên mực nước biển. Khi Queensland trôi dạt đến vùng biển nhiệt đới cách đây 24 triệu năm trước, một số loài san hô đã phát triển. Nhưng rồi sa lắng trầm tích nhanh chóng phát triển cùng với sự xói mòn của Great Dividing tạo ra những đồng bằng châu thổ, đá trầm tích và trầm tích mặt biển, những điều kiện không phù hợp cho sự phát triển của san hô. Khoảng 10 triệu năm trước, mực nước biển hạ xuống đáng kể càng cho phép sa lắng. 400.000 năm trước đây, vào thời kỳ gian băng với mực nước biển dâng cao và nhiệt độ nước biển tăng thêm 4 °C (7 °F).
Vùng đất hình thành nên mặt nền cho rạn san hô Great Barrier hiện nay là một đồng bằng ven biển được hình thành từ các trầm tích bị xói mòn của dãy núi Great Dividing một số ngọn đồi lớn (hầu hết là tàn tích của các rạn san hô cổ hoặc số ít núi lửa.
Từ 20.000 cho đến 6.000 năm trước, mực nước biển tăng đều đặn. Khi mực nước biển tăng, các san hô có thể mọc cao hơn trên những ngọn đồi của miền đồng bằng ven biển. Khoảng 13.000 năm trước, mực nước biển thấp hơn ngày nay khoảng 60m, và các san hô đã bắt đầu mọc quanh các ngọn đồi của miền đồng bằng ven biển - sau đó là các hòn đảo lục địa. Khi mực nước biển tăng cao hơn, hầu hết các hòn đảo lục địa bị nhấn chìm. Các san hô lớn nhanh quá các ngọn đồi để hình thành ra các đảo san hô (cays) và đá ngầm san hô. Mực nước biển trên rạn san hô Great Barrier đã không tăng đáng kể trong 6.000 năm qua. Các kết quả nghiên cứu do trung tâm nghiên cứu đá ngầm Úc tài trợ đã dự đoán tuổi của cấu trúc đá ngầm san hô hiện tại vào khoảng 6.000-8.000 năm.
Ở vùng phía bắc của rạn san hô Great Barrier, các đá ngầm dải và đá ngầm châu thổ đã hình thành tại đây - những cấu trúc đá ngầm này không được tìm thấy trong toàn bộ phần còn lại của hệ thống rạn san hô Great Barrier. San hô lâu đời nhất là một loài san hô của Porites, có tên gọi là san hô tảng lăn, chỉ khoảng 1.000 năm tuổi (nó mọc dài khoảng 1 cm/1năm).
Phần còn lại của một rạn san hô cổ đại tương tự với rạn san hô Great Barrier có thể được tìm thấy ở vùng Kimberley (nằm ở bắc Tây Úc). Khu vực di sản thế giới rạn san hô Great Barrier được chia thành 70 khu sinh học, trong đó có 30 khu vực sinh học rạn san hô. Ở phía bắc của Great Barrier là các dải hẹp san hô và trầm tích san hô, và chúng không được thấy trong phần còn lại của rạn san hô. Không có bất kỳ đảo san hô vòng nào ở Great Barrier và các rạn san hô bên bờ biển đại lục là rất hiếm. Rạn san hô viền bờ phân bố rộng rãi nhưng phổ biến nhất ở phía nam, liền với các đảo cao như là Quần đảo Whitsunday. Khu vực này cũng là nơi tìm thấy các đầm phá san hô, kéo dài xa hơn về phía bắc đến Vịnh Công chúa Charlotte. Các rạn san hô hình lưỡi liềm là phổ biến nhất nằm ở khu vực trung tâm Great Barrier, ví dụ như là khu vực xung quanh đảo Lizard, và chúng cũng được thấy xa hơn về phía bắc của Công viên biển Rạn san hô Great Barrier và rạn san hô Swain (từ 20-22 độ Nam). Rạn san hô phẳng được tìm thấy ở phía bắc và nam, gần Bán đảo Cape York, vịnh Công chúa Charlotte và thành phố Cairns. Hầu hết các hòn đảo trong rạn san hô Great Barrier được tìm thấy trên các rạn san hô phẳng này. Lỗ Wonky có thể tác động cục bộ trong rạn san hô, cung cấp nguồn nước ngọt, đôi khi giàu chất dinh dưỡng là nguyên nhân gây ra hiện tượng phú dưỡng.

## Sinh vật

Một loạt các san hô đầy màu sắc trên rạn san hô Flynn gần Cairns.

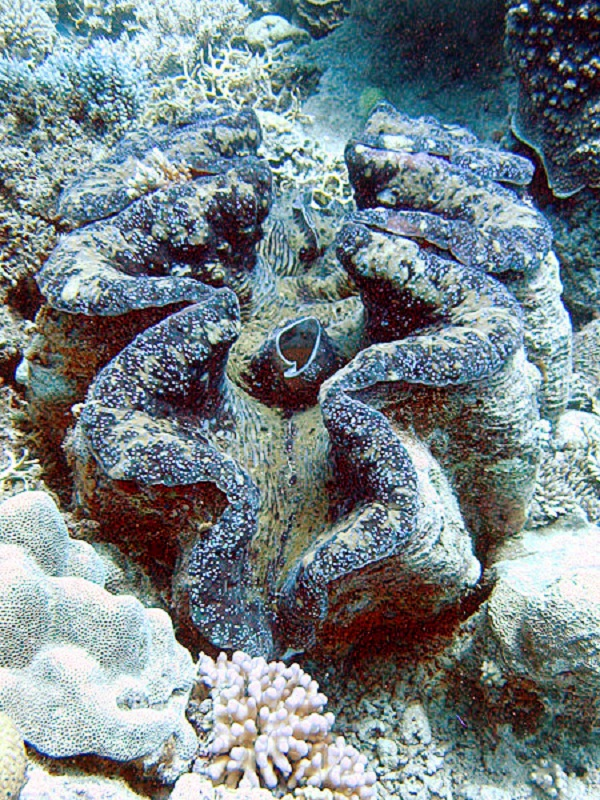
Loài trai khổng lồ ở rạn san hô Great Barrier.

Đây là một khu vực đa dạng về sinh học phi thường, là nơi hỗ trợ môi trường sống cho rất nhiều loài dễ bị thương tổn và bị đe dọa, một số trong đó là những loài đặc hữu của rạn san hô.
Có tổng cộng 30 loài trong Bộ Cá voi đã được ghi nhận tại rạn san hô Great Barrier bao gồm Cá voi Minke, Cá heo lưng bướu Thái Bình Dương và Cá voi lưng gù. Đây cũng là nơi có một số lượng lớn loài Cá cúi sinh sống. Hơn 1.500 loài cá sống tại rạn san hô như Cá hề, Cá hồng đỏ hai đốm, Cá hè mõm dài, một số loài Cá hồng và Cá mú chấm. Có tổng cộng 17 loài rắn biển sống tại khu vực nước ấm của rạn san hô ở độ sâu tới 50 mét (160 ft), và phố biến ở khu vực phía nam hơn. Đây là nơi sinh sản quan trọng của 6 loài rùa biển gồm Đồi mồi dứa, Rùa da, Đồi mồi, Rùa Quản Đồng, Rùa lưng phẳng và Vích. Đặc biệt, Đồi mồi dứa tại đây có hai quần thể khác biệt về mặt di truyền, một ở phía bắc rạn san hô và một ở phía nam. Có 15 loài Cỏ biển là nguồn thức ăn các loài rùa và cá cúi, đồng thời nó cung cấp môi trường sống có nhiều loài cá. Các chi cỏ biển phổ biến nhất là Halophila và Halodule.
Trong các khu rừng ngập mặn và đầm lầy muối bên bờ biển gần rạn san hô là môi trường sống của Cá sấu nước mặn. Chúng có phạm vi sinh sống rộng nhưng mật độ thấp. Có khoảng 125 loài Cá mập, Cá đuối ó, Cá đuối Skate và Cá mập ma sống trên các rạn san hô. Gần 5.000 động vật thân mềm đã được ghi nhận tại Great Barrier trong đó có cả loài Sò tai tượng khổng lồ, sên biển và ốc nón. Có 49 loài Cá chìa vôi, 9 loài Cá ngựa và ít nhất 7 loài ếch sống trên các đảo.
Các rạn san hô và đảo là môi trường kiếm ăn, làm tổ cho 215 loài chim (22 loài chim biển và 32 loài chim lội), bao gồm cả Đại bàng bụng trắng, Nhàn hồng. Khu vực làm tổ tập trung hầu hết ở phía bắc và phía nam rạn san hô với 1,4-1,7 triệu chim bố mẹ.
Các hòn đảo của rạn san hô là nơi hỗ trợ cho 2.195 loài thực vật, trong số đó có 3 loài đặc hữu. Các hòn đảo phía bắc với 300 loài thực vật chủ yếu là các cây thân gỗ trong khi 200 loài ở các đảo phía nam có hầu hết là cây thân thảo. Đa dạng nhất là tại Quần đảo Whitsunday với 1.141 loài.
Ít nhất 330 loài Hải tiêu trên hệ thống rạn san hô với đường kính với đường kính từ 1–10 cm (0,4–4 in). Từ 300-500 loài Động vật hình rêu sống trên rạn san hô. Great Barrier là nơi có 400 loài san hô bao gồm San hô cứng và San hô mềm. Ngoài ra là 500 loài Rong biển trong đó có 30 loài thuộc chi Halimeda.

## Những mối đe dọa môi trường

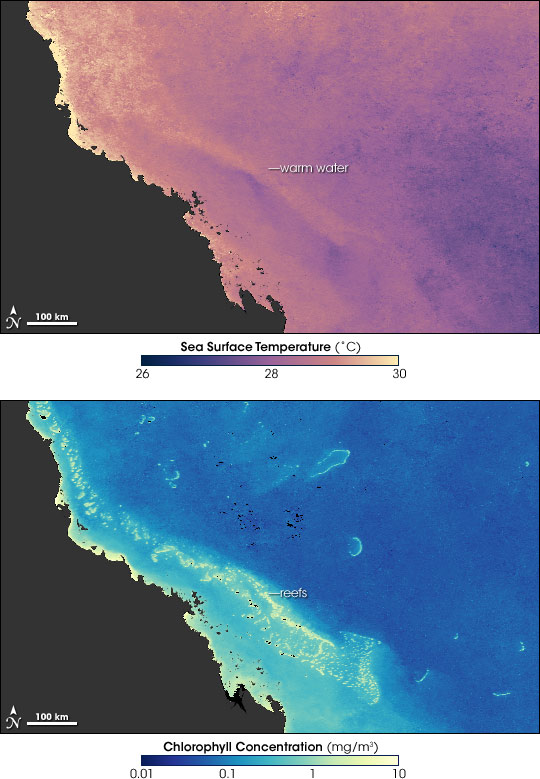
Nhiệt độ nước biển và màu tẩy trắng của Rạn san hô Great Barrier.

Biến đổi khí hậu, ô nhiễm, sao biển gai, và đánh bắt cá là những mối đe dọa chính đối với rạn san hô này. Các mối đe dọa khác gồm các tai nạn tàu bè, sự cố tràn dầu, và lốc xoáy nhiệt đới. Bệnh ăn mòn khung xương của san hô gây ra bởi sinh vật đơn bào Halofolliculina corallasia làm ảnh hưởng đến 31 loài san hô. Theo một nghiên cứu năm 2012 của Viện Hàm lâm Khoa học Quốc gia Hoa Kỳ, kể từ năm 1985, rạn san hô Great Barrier đã mất đi hơn một nửa phân nửa số loài với 2/3 trong số này xảy ra từ năm 1998 do các yếu tố nêu trên.

### Biến đổi khí hậu
Cơ quan quản lý Công viên biển Rạn san hô Great Barrier coi đây là mối đe dọa lớn nhất đối với Rạn san hô Great Barrier. Hiện tượng nóng lên của các đại dương khiến tăng quá trình tẩy trắng san hô. Các sự kiện tẩy trắng san hô hàng loạt do nhiệt độ đại dương tăng cao xảy ra vào mùa hè năm 1998, 2002, 2006 và nó được dự kiến là sẽ trở thành hiện tượng thường niên. Khi quá trình nóng lên toàn cầu tiếp tục, san hô sẽ không thể thích nghi kịp với nhiệt độ đại dương ngày càng tăng. Tẩy trắng san hô dẫn đến tăng tính nhạy cảm với bệnh tật, gây ra các tác động sinh thái bất lợi cho các loài cộng đồng rạn san hô.
Vào tháng 7 năm 2017, UNESCO đã công bố một dự thảo bày tỏ mối quan ngại nghiêm trọng về tác động của việc tẩy trắng san hô tại Great Barrier. Quyết định dự thảo cũng cảnh báo Úc rằng, họ sẽ không đáp ứng các mục tiêu của rạn san hô trong báo cáo 2050 nếu không có hành động đáng kể để cải thiện chất lượng nguồn nước.
Biến đổi khí hậu có ý nghĩa đối với các dạng sống khác của rạn san hô. Một số khu vực của rạn san hô từng là nhiệt độ ưa thích của một số loài cá nhưng nhiệt độ tăng khiến chúng tìm kiếm môi trường sống mới, do đó làm tăng tỷ lệ chết của nhiều con non của các loài chim biển săn mồi phụ thuộc vào nguồn cá đó. Biến đổi khí hậu cũng sẽ ảnh hưởng đến số lượng và môi trường sống của nhiều loài rùa biển.
Hiện tượng tẩy trắng ở các cộng đồng san hô đáy ở độ sâu trên 20 mét hay 66 foot trong rạn san hô Great Barrier không được ghi nhận nhiều như tại các khu vực nước nông, nhưng nghiên cứu gần đây đã chỉ ra rằng chúng cũng đang phải đối mặt với nhiệt độ đại dương tăng lên. Năm loài san hô lớn sống ở tầng đáy của Great Barrier được tìm thấy là bị tẩy trắng bởi nhiệt độ cao, khẳng định rằng san hô đáy cũng đã bị ảnh hưởng bởi nhiệt độ.

### Ô nhiễm
Mối đe dọa quan trọng khác mà Great Barrier đang phải đối mặt là ô nhiễm biển và ô nhiễm nguồn nước. Các con sông ở phía đông bắc Úc gây ô nhiễm cho rạn san hô trong các đợt lũ lụt nhiệt đới. Hơn 90% quá trình ô nhiễm này gây ra bởi các dòng chảy từ trang trại. 80% diện tích đất liền kế bên rạn san hô được sử dụng để canh tác, bao gồm trồng mía thâm canh và chăn thả bò thịt. Các biện pháp canh tác làm hỏng rạn san hô do quá mức khiến trầm tích nông nghiệp tăng, chất dinh dưỡng và hóa chất từ phân bón, thuốc diệt cỏ và thuốc trừ sâu gây nguy hại lớn cho san hô và đa dạng sinh học của các rạn san hô. Trầm tích chứa hàm lượng đồng cao và nhiều kim loại nặng khác có nguồn gốc từ mỏ đồng lộ thiên Ok Tedi ở Papua New Guinea là một nguy cơ ô nhiễm tiềm tàng đối với các khu vực rạn san hô Great Barrier và khu vực phía bắcEo biển Torres. Kết quả là khoảng 67% san hô đã chết ở khu vực phía bắc là nơi bị ảnh hưởng nặng nề nhất, theo báo cáo của Trung tâm nghiên cứu về rạn san hô ARC cho biết.